# Contrarrelógio masculina sub-23 no Campeonato Mundial de Estrada

Maillot arco-íris outorgado ao campeão da prova

A prova de contrarrelógio masculina sub-23 no Campeonato Mundial de Ciclismo em Estrada realiza-se desde o Mundial de 1994.

## Palmarés
| Núm.     | Ano         | Sede                          | Ouro                            | Prata                            | Bronze                                  |
| -------- | ----------- | ----------------------------- | ------------------------------- | -------------------------------- | --------------------------------------- |
| I – LXII | 1927 – 1995 | Não realizados                | Não realizados                  | Não realizados                   | Não realizados                          |
| LXIII    | 1996        | Lugano · ( Suíça )            | Luca Sironi · Itália            | Roberto Sgambelluri · Itália     | Andreas Klöden · Alemanha               |
| LXIV     | 1997        | San Sebastián · ( Espanha)    | Fabio Malberti · Itália         | László Bodrogi · Hungria         | David George · África do Sul            |
| LXV      | 1998        | Valkenburg · ( Países Baixos) | Thor Hushovd · Noruega          | Frédéric Finot · França          | Gianmario Ortenzi · Itália              |
| LXVI     | 1999        | Treviso · ( Itália)           | José Iván Gutiérrez · Espanha   | Michael Rogers · Austrália       | Yevgueni Petrov · Rússia                |
| LXVII    | 2000        | Plouay · ( França)            | Yevgueni Petrov · Rússia        | Fabian Cancellara · Suíça        | Michael Rogers · Austrália              |
| LXVIII   | 2001        | Lisboa · ( Portugal)          | Danny Pate · Estados Unidos     | Sebastian Lang · Alemanha        | James Perry · Austrália                 |
| LXIX     | 2002        | Zolder · ( Bélgica)           | Tomas Vaitkus · Lituânia        | Alexandr Bespalov · Rússia       | Sérgio Paulinho · Portugal              |
| LXX      | 2003        | Hamilton · ( Canadá)          | Markus Fothen · Alemanha        | Niels Scheuneman · Países Baixos | Alexandr Bespalov · Rússia              |
| LXXI     | 2004        | Bardolino · ( Itália)         | Janez Brajkovič · Eslovênia     | Thomas Dekker · Países Baixos    | Vincenzo Nibali · Itália                |
| LXXII    | 2005        | Madri · ( Espanha)            | Mijaíl Ignatiev · Rússia        | Dmytro Grabovsky · Ucrânia       | Peter Latham · Nova Zelândia            |
| LXXIII   | 2006        | Salzburgo · ( Áustria)        | Dominique Cornu · Bélgica       | Mijaíl Ignatiev · Rússia         | Jérôme Coppel · França                  |
| LXXIV    | 2007        | Stuttgart · ( Alemanha)       | Lars Boom · Países Baixos       | Mijail Ignatiev · Rússia         | Jérôme Coppel · França                  |
| LXXV     | 2008        | Varese · ( Itália)            | Adriano Malori · Itália         | Patrick Gretsch · Alemanha       | Cameron Meyer · Austrália               |
| LXXVI    | 2009        | Mendrisio · ( Suíça )         | Jack Bobridge · Austrália       | Nélson Oliveira · Portugal       | Patrick Gretsch · Alemanha              |
| LXXVII   | 2010        | Melbourne · ( Austrália)      | Taylor Phinney · Estados Unidos | Luke Durbridge · Austrália       | Marcel Kittel · Alemanha                |
| LXXVIII  | 2011        | Copenhaga · ( Dinamarca)      | Luke Durbridge · Austrália      | Rasmus Quaade · Dinamarca        | Michael Hepburn · Austrália             |
| LXXIX    | 2012        | Valkenburg · ( Países Baixos) | Anton Vorobiev · Rússia         | Rohan Dennis · Austrália         | Damien Howson · Austrália               |
| LXXX     | 2013        | Florença · ( Itália)          | Damien Howson · Austrália       | Yoann Paillot · França           | Lasse Norman Hansen · Dinamarca         |
| LXXXI    | 2014        | Ponferrada · ( Espanha)       | Campbell Flakemore · Austrália  | Ryan Mullen · Irlanda            | Stefan Küng · Suíça                     |
| LXXXII   | 2015        | Richmond · ( Estados Unidos)  | Mads Würtz Schmidt · Dinamarca  | Maximilian Schachmann · Alemanha | Lennard Kämna · Alemanha                |
| LXXXIII  | 2016        | Doha · ( Catar)               | Marco Mathis · Alemanha         | Maximilian Schachmann · Alemanha | Milhares Scotson · Austrália            |
| LXXXIV   | 2017        | Bergen · ( Noruega)           | Mikkel Bjerg · Dinamarca        | Brandon McNulty · Estados Unidos | Corentin Ermenault · França             |
| LXXXV    | 2018        | Innsbruck · ( Áustria)        | Mikkel Bjerg · Dinamarca        | Brent Van Moer · Bélgica         | Mathias Norsgaard Jørgensen · Dinamarca |
| LXXXVI   | 2019        | Yorkshire · ( Reino Unido)    | Mikkel Bjerg · Dinamarca        | Ian Garrison · Estados Unidos    | Brandon McNulty · Estados Unidos        |

## Medalheiro histórico
- Até Yorkshire 2019

| 1  | Austrália      | 4  | 3  | 6  | 13 |
| 2  | Dinamarca      | 4  | 1  | 2  | 7  |
| 3  | Rússia         | 3  | 3  | 2  | 8  |
| 4  | Itália         | 3  | 1  | 2  | 6  |
| 5  | Alemanha       | 2  | 4  | 4  | 10 |
| 6  | Estados Unidos | 2  | 2  | 1  | 5  |
| 7  | Países Baixos  | 1  | 2  | 0  | 3  |
| 8  | Bélgica        | 1  | 1  | 0  | 2  |
| 9  | Eslovênia      | 1  | 0  | 0  | 1  |
| 9  | Espanha        | 1  | 0  | 0  | 1  |
| 9  | Lituânia       | 1  | 0  | 0  | 1  |
| 9  | Noruega        | 1  | 0  | 0  | 1  |
| 13 | França         | 0  | 2  | 3  | 5  |
| 14 | Portugal       | 0  | 1  | 1  | 2  |
| 14 | Suíça          | 0  | 1  | 1  | 2  |
| 16 | Irlanda        | 0  | 1  | 0  | 1  |
| 16 | Hungria        | 0  | 1  | 0  | 1  |
| 16 | Ucrânia        | 0  | 1  | 0  | 1  |
| 19 | Nova Zelândia  | 0  | 0  | 1  | 1  |
| 19 | África do Sul  | 0  | 0  | 1  | 1  |
|    | TOTAL          | 24 | 24 | 24 | 72 |